# Warcq (Meuse)
Warcq település Franciaországban, Meuse megyében. Lakosainak száma 182 fő (2022. január 1.). Warcq Boinville-en-Woëvre, Étain, Gussainville, Herméville-en-Woëvre és Rouvres-en-Woëvre községekkel határos.

## Népesség
A település népessége az elmúlt években az alábbi módon változott:
| Lakosok száma | 183  | 163  | 112  | 193  | 208  | 215  | 196  | 184  | 186  | 182  |
|               | 1968 | 1982 | 1990 | 2006 | 2013 | 2015 | 2017 | 2019 | 2020 | 2022 |